# Швиммер, Розика

Розика Швиммер

Розика Швиммер (Роужа Беди-Швиммер, венг. Bédy-Schwimmer Rózsa; 11 сентября 1877, Будапешт — 3 августа 1948, Нью-Йорк) — венгерская пацифистка, феминистка и суфражистка. Она была одним из первых мировых федералистов и одной из первых женщин-послов в мире.

## Биография

### Ранние годы
Розика Швиммер родилась в еврейской семье в Будапеште в Австро-Венгрии. Она изучала музыку и языки, но когда в 1896 году финансовое положение семьи ухудшилось, она устроилась на работу бухгалтером.

### Политическая карьера
В 1897 году Швиммер организовала Ассоциацию венгерских женщин-клерков, а в 1904 году вместе с другими известными феминистками основала Венгерскую феминистскую ассоциацию (венг. Feministák Egyesülete (FE)). Она помогла создать Венгерский национальный совет женщин и была членом правления в Венгерского общества мира. В 1909 году министр внутренних дел назначил её в руководящий совет по вопросам благосостояния детей.
В 1913 году она стала членом-корреспондентом Международного альянса за избирательные права женщин (IWSA). Швиммер совместно с Керри Чапмен Кэтт ездила по Европе и выступала с лекциями о женском избирательном праве. Она также редактировала журнал A nő (Женщина). В 1914 году Швиммер переехала в Лондон, где работала в качестве корреспондента различных европейских газет и была пресс-секретарём IWSA. Когда началась Первая мировая война, она не могла вернуться домой и начала агитировать за прекращение боевых действий. В 1914 году она посетила США с целью потребовать от президента Вудро Вильсона провести нейтральную конференцию, чтобы положить конец войне. В 1915 году она приняла участие в формировании Женской партии мира.

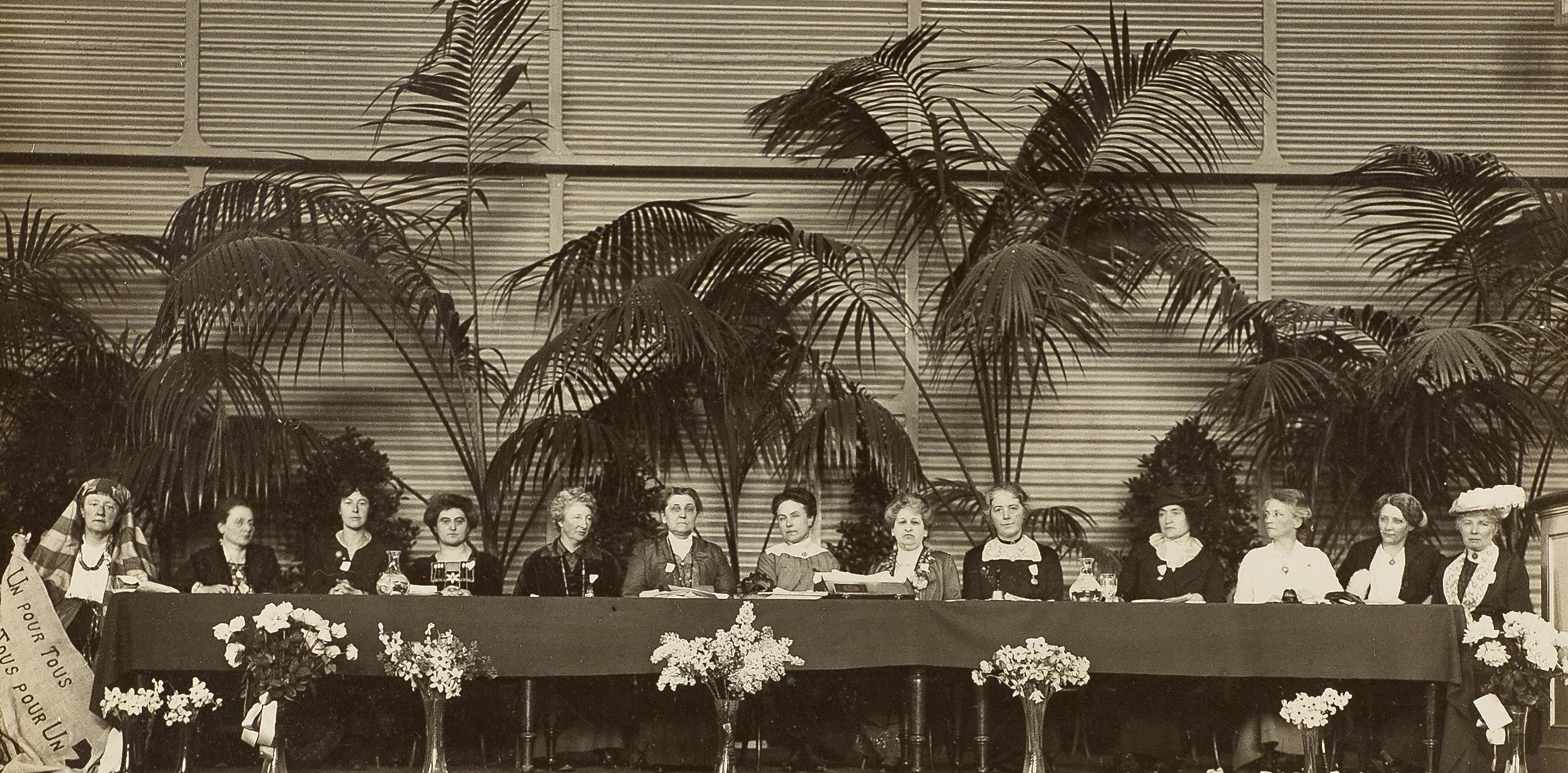
Международный конгресс женщин в 1915 году. слева направо:1. Люси Тумаян — Армения, 2. Леопольдин Кулька – Австрия, 3. Лаура Хьюз — Канада, 4. Розика Швиммер — Венгрия, 5. Анита Аугспург — Германия, 6. Джейн Аддамс — США, 7. Евгения Хамер — Бельгия, 8. Алетта Якобс — Нидерланды, 9. Кристал Макмиллан — Великобритания, 10. Роза Дженони — Италия, 11. Анна Клеман — Швеция, 12. Тора Даугаард — Дания, 13. Луиза Кейлау — Норвегия

На Международном конгрессе женщин (28 апреля — 10 мая 1915, Гаага, Нидерланды) предложение Швиммер о проведении нейтральной конференции для непрерывного посредничества между правительствами воюющих стран было принято. Позднее в том же году она заручилась поддержкой Генри Форда, который зафрахтовал «Корабль мира» в Стокгольм. Разочаровавшись в усилиях Форда, она организовала Международный комитет по немедленному посредничеству в июне 1916 года. После перемирия Швиммер стала вице-президентом Международной женской лиги за мир и свободу.
Когда Венгрия обрела независимость от Австро-Венгрии в 1918 году, премьер-министр Венгрии Михай Каройи 19 ноября назначил Швиммер на должность посла в Швейцарии. Однако её миссия успехом не увенчалась, и Швиммер отозвали в январе 1919 года. Когда коммунисты получили контроль над правительством в 1919 году, она выступила и против возглавляемого ими режима Венгерской советской республики, и против контрреволюционных белых сил, потеряв свои гражданские права. Когда правительство Миклоша Хорти свергло Венгерскую советскую республику, она в 1920 году бежала в Вену, а в 1921 году в США. Она поселилась в Чикаго и больше не возвращалась в Венгрию.
За её пацифистские убеждения в США Швиммер считали социалисткой. Большую часть оставшейся жизни она провела, борясь с клеветой в свой адрес. Когда Фред Марвин объявил её немецким шпионом и большевистским агентом, она подала в суд и получил $17 000 за моральный ущерб. Однако она не смогла получить гражданство США из-за своего пацифизма; Верховный суд США вынес решение против неё в деле США против Швиммер (1929). Она прожила остаток жизни в стране как лицо без гражданства.
Позднее Швиммер призывала к созданию мирового правительства. В 1935 году она создала Всемирный центр женских архивов с Мэри Риттер Бирд. Она получила Всемирную премию мира в 1937 году. В том же году она сформировала Кампанию за мировое правительство с Лолой Ллойд Маверик, первую Всемирную федералистскую организацию XX века. Позднее в XX веке федералистское движение успешно возглавило кампанию и коалицию за создание Международного уголовного суда. В 1947 году Швиммер была номинирована на Нобелевскую премию мира, но не имела шансов получить её, поскольку в 1948 году премия не присуждалась.

### Смерть
Розика Швиммер умерла от пневмонии 3 августа 1948 года в Нью-Йорке. Её тело было кремировано, и прах развеян над озером Мичиган.